# Alone in the Dark: The New Nightmare
Alone In The Dark: The New Nightmare é um dos jogos da série Alone In The Dark, precursora dos jogos de horror. Lançado em 2001 para Windows, Dreamcast, Playstation,  Game Boy Color e Playstation 2, a Darkworks concentrou-se nos gráficos do jogo e tentou balancear a parte de ação com o suspense. Foi relançado em 2012 para Playstation 3 e Playstation Portable, pelo serviço PSN.

## História
No dia 31 de Outubro de 2001, Edward Carnby, detetive sobrenatural, investiga um perigoso mistério: o desaparecimento de seu colega, Charles Fiske, na Ilha das Sombras. Sua investigação o leva até um homem chamado Frederick Johnson, que o informa que Fiske está morto e que havia seguido para a ilha para coletar três tabletes antigos. Carnby então faz da missão de sua vida, achar o assassino de seu amigo. Johnson apresenta Carnby à Aline Cedrac, uma professora de universidade e arqueóloga. Ela deverá seguir com Edward para a Ilha para achar os tabletes, e ajudar o Professor Obed Morton, que lá mora, em sua mansão.
Enquanto estão sobrevoando a costa da Ilha, o avião deles é atacado por uma estranha criatura, e por consequência, ele entra em pane, obrigando Aline e Edward à pularem de paraquedas. Enquanto o avião cai em um pântano, Aline aterrissa no telhado da Mansão Morton, e Edward em uma floresta nas proximidades. O jogo então, começa (você escolherá um dos dois protagonistas para começar a aventura e ambos terão desafios e histórias diferentes a seguir), onde Edward tenta chegar até a mansão para encontrar Aline, onde então os dois poderão pensar o que fazer em seguida.
Pelo caminho, ambos encontram os monstros do jogo, as chamadas "Criaturas da Escuridão", seres reptilianos que mais tarde descobrem originarem-se do centro da Terra: um enorme e escuro mundo das cavernas, chamado de "Mundo da Escuridão". Aparentemente, a Ilha das Sombras contém um dos vários portais para este mundo subterrâneo. Fazendo jus ao seus nomes, tais criaturas têm aversão à luz, fazendo com que a lanterna que ambos os protagonistas possuem sejam úteis para afugentar as criaturas e usando balas de magnésio, e cartuchos de fósforo como munição derivada da luz para matá-los.

## Dublagem
Nos EUA, foram usados atores que já haviam emprestado suas vozes para outros jogos, além de fazerem algumas participações e trabalhos de dublê em alguns filmes de Hollywood. Já na versão brasileira do jogo, os dubladores por sua vez trabalham na área de dublagem de filmes e desenhos. Entre eles está Sérgio Moreno como Edward, que dá a voz a Jack Sheppard na 1ª e 2ª temporada de Lost, e Márcia Regina, que faz a voz da Misty em Pokémon e de Sara Tancredi no seriado Prison Break. Veja a seguir uma lista com os principais atores dos dois países.
| Papel                 | Dublagem Americana | Dublagem Brasileira |
| --------------------- | ------------------ | ------------------- |
| Edward Carnby         | David Gasman       | Sérgio Moreno       |
| Aline Cedrac          | Sharon Mann        | Márcia Regina       |
| Professor Obed Morton | Joe Sheridan       | Armando Tiraboschi  |
| Lucy Morton           | Dana Westburg      | ?                   |
| Judas De Certo        | Jerry Di Giacomo   | Anízio Neto         |
| Christopher Lamb      | Jerry Di Giacomo   | Marcos Júnior       |